# الحجم (اقتصاد)
الحجم، أو حجم التداول في أسواق رأس المال، هو العدد الكلي للسندات (أو مجموعة معينة من الأوراق المالية، أو السوق بأكمله) التي تم تداولها خلال فترة معينة من الزمن. في إطار تداول الأسهم في البورصة، يُعرَف الحجم بشكل عام على أنه عدد الأسهم التي تم تداولها خلال يوم معين. يتم قياس المعاملات على الأسهم والسندات وعقود الخيارات والعقود الآجلة والسلع.
متوسط حجم الورقة المالية على مدى فترة زمنية أطول هو إجمالي العدد المُتَدَاوَل في تلك الفترة مقسومًا على طول الفترة. لذلك، فإن وحدة قياس متوسط الحجم هي الأسهم لكل وحدة زمنية، عادةً في يوم التداول.

## الأهمية
عادة ما يكون حجم التداول أعلى عندما يتغير سعر الورقة المالية. عادةً ما تؤدي الأخبار المتعلقة بالوضع المالي للشركة، أو منتجاتها، أو خططها، سواء كانت إيجابية أو سلبية، إلى زيادة مؤقتة في حجم تداول أسهمها.
التحولات في حجم التجارة يمكن أن تجعل تحركاتِ الأسعار الملحوظة أكثر أهمية. الحجم الأكبر للسهم هو مؤشر على ارتفاع السيولة في السوق. بالنسبةِ للمستثمرينَ المُؤَسَسِيّيِنَ الرغبينَ في بيع عدد كبير من الأسهم (الحصص) في سهم معين (أو بيع حصة من سهم معين)، فإن انخفاض السيولة سيجبرهم على بيع السهم ببطء على مدى فترة زمنية أطول (أي بيع حصص منه حتي آخر حصه)، لتجنب الخسائر بسبب الانزلاق.

## فهم حجم التداول أو الفوليوم
ليس من الصعب أن تعلم التداول بالفوليوم بعد أن تفهم المبادئ الأساسية للعرض والطلب. وحتى تفهم ماهو الفوليوم هذا يتطلب منك أن تربط الفوليوم بسلوك السعر. فالفوليوم هو بمثابة محطة توليد الطاقة لسوق الأسهم.
إبدأ بفهم الفوليوم وعندها ستيدأ بالتداول بناء على الوقائع (و ليس بناء على الأخبار). وسيصبح تداولك مثيرا عندما تبدأ بملاحظة أنه يامكانك قراءة السوق – وهي مهارة قيمة جدا وقلة من الناس تتقنها –
إن عبارة “السوق سوف يصعد عندما يكون هناك شراء (طلب) أكثر من البيع. والسوق سوف يهبط عندما يكون هناك بيع (عرض) أكثر من الشراء” هي عبارة بديهية وواضحة. ومع ذلك لكي تفهم هذه العبارة يجب عليك أن تبحث في المبادئ التي تنطوي عليها.
ولكي تفهم ما الذي يتحرك به الفوليوم يجب عليك أن تسأل نفسك مرة أخرى “ما الذي فعله السعر عند هذا الفوليوم؟ سبريد السعر هو الفرق بين أعلى وأدنى سعر في الإطار الزمني التي تنظر إليه. وقد يكون أسبوعي أو يومي أو ساعي أو أي إطار زمني آخر تختاره.

## الآثار القانونية
في الولايات المتحدة، تقيِّد القاعدة 144 من قانون الأوراق المالية لعام 1933 شراء أو بيع عدد (قدر) من الأوراق المالية التي تتجاوز جزءًا معينًا من متوسط حجم تداولها. لذلك، يتم تنظيم حساب حجم التداول من قبل هيئة الأوراق المالية والبورصات SEC.